# 1996–1997-es magyar férfi vízilabdakupa
Az 1996–1997-es magyar férfi vízilabdakupa, szponzorált nevén a Medicor Magyar Kupa, a hetvenegyedik kiírás volt a versenysorozat történetében. A kupára tizenhat csapat nevezett. A győzelmet a Ferencváros szerezte meg.

## Eredmények

### Nyolcaddöntő
november 22, 23, 24.
| 1. csapat             | Össz. | 2. csapat         | 1. mérk. | 2. mérk. |
| --------------------- | ----- | ----------------- | -------- | -------- |
| Ferencvárosi TC       | 30–16 | Egri VK           | 17–9     | 13–7     |
| Szegedi VE            | 18–14 | Orvosegyetem SC   | 8–4      | 10–10    |
| KSI                   | 7–17  | Újpesti TE        | 3–8      | 4–9      |
| Hódmezővásárhelyi VSC | 11–28 | Bp. Spartacus     | 6–13     | 5–15     |
| Szolnoki VSE          | 20–16 | MAFC              | 7–7      | 13–9     |
| Szentesi VK           | 20–11 | Ceglédi VSE       | 9–2      | 11–9     |
| BVSC                  | 37–12 | Bertók SC Szentes | 19–5     | 18–7     |
| Tatabánya             | 10–26 | Vasas SC          | 6–15     | 4–11     |

### Negyeddöntő
december 7, 9.
| 1. csapat       | Össz. | 2. csapat     | 1. mérk. | 2. mérk. |
| --------------- | ----- | ------------- | -------- | -------- |
| Ferencvárosi TC | 22–15 | Szegedi VE    | 8–4      | 14–11    |
| Újpesti TE      | 17–15 | Bp. Spartacus | 10–6     | 7–9      |
| Szentesi VK     | 8–25  | BVSC          | 5–15     | 3–10     |
| Szolnoki VSE    | 9–27  | Vasas SC      | 6–12     | 3–15     |

### Elődöntő
december 14, 15, 16.
| 1. csapat       | Össz. | 2. csapat | 1. mérk. | 2. mérk. |
| --------------- | ----- | --------- | -------- | -------- |
| Ferencvárosi TC | 20–19 | BVSC      | 11–8     | 9–11     |
| Újpesti TE      | 13–14 | Vasas SC  | 7–8      | 6–6      |

### Döntő
| 1996. december 20. 14:00 | Vasas SC                                      | 6–7 | Ferencvárosi TC                                 | Komjádi uszoda Nézőszám: 500 Játékvezetők: Székely Németh |
| 1996. december 20. 14:00 | (2–2, 2–3, 1–1, 1–1)                          |     |                                                 | Komjádi uszoda Nézőszám: 500 Játékvezetők: Székely Németh |
| 1996. december 20. 14:00 | Gorskov 2 Berezvai 2 Szabó G. 1 Martinovics 1 |     | Péter 2 Kiss G. 2 Steinmetz B. 2 Steinmetz Á. 1 | Komjádi uszoda Nézőszám: 500 Játékvezetők: Székely Németh |

| 1996. december 22. 11:00 | Ferencvárosi TC                                                            | 9–8 | Vasas SC                                                        | Komjádi uszoda Nézőszám: 1400 Játékvezetők: Kosztolánczy Puskás |
| 1996. december 22. 11:00 | (3–1, 2–2, 4–3, 0–2)                                                       |     |                                                                 | Komjádi uszoda Nézőszám: 1400 Játékvezetők: Kosztolánczy Puskás |
| 1996. december 22. 11:00 | Lontay 2 Székely 1 Nagy S. 1 Péter 1 Kiss G. 1 Balogh G 1 Matajsz 1 Hesz 1 |     | Gorskov 2 Tóth F. 2 Berezvai 1 Szabó G. 1 Konrád 1 Liebhauser 1 | Komjádi uszoda Nézőszám: 1400 Játékvezetők: Kosztolánczy Puskás |

A Ferencváros kupagyőztes csapatának tagjai: Balogh Gábor, Dodog Szabolcs, Fodor Rajmund, Hesz Máté, Kiss Gergely, Lontay Dániel, Matajsz Márk, Nagy Sándor, Pelle Balázs, Péter Imre, Steinmetz Ádám, Steinmetz Barnabás, Székely Bulcsú, vezetőedző: Godova Gábor